# Cacia postmediofasciata
Cacia postmediofasciata là một loài bọ cánh cứng trong họ Cerambycidae.